# سوزانا
سوزانا (به انگلیسی: Suzzanna) (زاده ۱۳ اکتبر ۱۹۴۲-درگذشته ۱۵ اکتبر ۲۰۰۸) بازیگر اندونزیایی بود.